# Кайнар (Ырысский айылный аймак)
Кайнар (кирг. Кайнар) — село в Сузакском районе Джалал-Абадской области Кыргызстана. Входит в состав Ырысского айылного аймака.

## География
Село расположено в юго-восточной части области, на берегах реки Кайнар-Сай, на расстоянии приблизительно 11 километров (по прямой) к востоко-северо-востоку от села Сузак, административного центра района. Абсолютная высота — 882 метра над уровнем моря.

## Население
Согласно оценочным данным Национального статистического комитета Кыргызской Республики, численность населения села на начало 2023 года составляла 132 человека.
| год     | 2009 | 2014 | 2015 | 2020 | 2021 | 2023 |
| ------- | ---- | ---- | ---- | ---- | ---- | ---- |
| человек | 439  | 122  | 117  | 127  | 124  | 132  |